# Live at Reading
Live at Reading è il terzo album dal vivo dei Nirvana pubblicato nel 2009 dalla Geffen Records.

## Il disco
Sono presenti tre diverse edizioni: DVD, CD e DVD+CD.
Si tratta dell'esibizione dei Nirvana al festival Reading del 30 agosto 1992.
Erano presenti sul mercato da un po' di anni edizioni pirata in DVD della performance della band al suddetto festival, quindi la Geffen ha pensato di pubblicarne un'edizione ufficiale, ripulendo l'audio e il video a disposizione.
La performance dal vivo di Lithium apparve in origine nel video del gruppo Live! Tonight! Sold Out!!, mentre quella di tourette's era già comparsa in versione audio nell'album dal vivo From the Muddy Banks of the Wishkah.

## Tracce
1. Breed - 3:12
2. Drain You - 3:38
3. Aneurysm - 4:35
4. School - 2:43
5. Sliver - 2:06
6. In Bloom - 4:37
7. Come as You Are - 3:36
8. Lithium - 4:22
9. About a Girl - 2:52
10. tourette's - 1:50
11. Polly - 2:49
12. Lounge Act - 2:37
13. Smells Like Teen Spirit - 4:45
14. On a Plain - 3:00
15. Negative Creep - 2:53
16. Been a Son - 2:13
17. All Apologies - 3:10
18. Blew - 3:20
19. Dumb - 2:32
20. Stay Away - 3:33
21. Spank Thru - 3:07
22. Love Buzz* (Shocking Blue cover)
23. The Money Will Roll Right In (Fang cover) - 2:16
24. D-7 (Wipers cover) - 3:44
25. Territorial Pissings - 4:30

- Love Buzz (compare solo nella versione DVD, mentre è esclusa nel CD)

## Formazione
- Kurt Cobain - voce e chitarra solista
- Krist Novoselic - basso
- Dave Grohl - batteria